# Dulce Pássaro
Dulce dos Prazeres Fidalgo Álvaro Pássaro (Oliveira do Hospital, Oliveira do Hospital, 23 de novembro de 1953) é uma engenheira e política portuguesa e ex-Ministra do Ambiente e do Ordenamento do Território do XVIII Governo Constitucional de Portugal.

## Biografia
Dulce Álvaro Pássaro licenciou-se em Engenharia Civil, no Instituto Superior Técnico, e especializou-se em Engenharia Sanitária na Universidade Nova de Lisboa, tendo iniciado a sua atividade profissional como docente no Ensino Superior Politécnico. 
Admitida na carreira técnica superior da Função Pública, teve a seu cargo a chefia de Divisão de Resíduos da Direcção Geral da Qualidade do Ambiente, a direcção do serviço de resíduos e reciclagem da Direcção Geral do Ambiente e a direcção do departamento de planeamento e assuntos internacionais do Instituto dos Resíduos. Chegou à presidência do Instituto dos Resíduos. 
Participou também na elaboração da primeira lei nacional da qualidade da água, do Plano Nacional de Resíduos, dos Planos Estratégicos para Gestão dos Resíduos Industriais e Hospitalares e da legislação de resíduos para o território de Macau. 
Também desempenhou funções no controlo das descargas de águas residuais industriais na Direcção Geral dos Recursos e Aproveitamentos Hidráulicos e na aplicação do normativo comunitário de combate à poluição marítima e no controlo de substâncias perigosas no meio aquático. 
De Março de 2003 até Outubro de 2009, foi vogal do conselho directivo do Instituto Regulador de Águas e Resíduos. Foi Ministra do Ambiente e do Ordenamento do Território do XVIII Governo Constitucional entre Outubro de 2009 e Junho de 2011.